# Sinanlı, Babaeski
Sinanlı là một thị trấn thuộc huyện Babaeski, tỉnh Kırklareli, Thổ Nhĩ Kỳ. Dân số thời điểm năm 2011 là 1.489 người.